# اواسپه: یک کتاب مقدس جدید
اواسپه: یک کتاب مقدس جدید (انگلیسی: Oahspe: A New Bible) کتابی است که در سال ۱۸۸۲ منتشر شد و ادعا شده که حاوی «وحی‌های جدید» از «سفیران فرشتگان آسمانی که به نام جهویه برای بشر آماده و وحی شد.» نویسنده کتاب جان بالو نوبری، داندان‌پزشک آمریکایی، است که مدعی شده کتاب را با استفاده از نوشتار خودکار و به صورت ناخودآگاه نوشته‌است.